# Akaricidi
Akaricidi su kemijska sredstva (pesticidi ili biocidi) koja se rabe protiv grinja i krpelja.
Glavna namjena je voćnjacima, vinogradima i hortikulturama.
Pojedine vrste akaricida su pogodne za suzbijanje krpelja, parazitskih uši, buha, žohara, komaraca, itd.

## Vanjske poveznice
- Vinogradarstvo